# Scuticaria
Scuticaria là một chi cá lịch biển trong họ Muraenidae.